# Reo eutypus
Reo eutypus là một loài nhện trong họ Mimetidae.
Loài này thuộc chi Reo. Reo eutypus được miêu tả năm 1935 bởi Chamberlin & Ivie.